# Teuthida
Los téutidos (Teuthida) son un orden de moluscos cefalópodos conocidos vulgarmente como calamares (debido a su "hueso" calcáreo, conocido como pluma o caña = calamus en latín). Contiene dos subórdenes, Myopsina y Oegopsina (el último incluye a Architeuthis dux, el calamar gigante y a Mesonychoteuthis hamiltoni o  calamar colosal). Son animales marinos y carnívoros.

## Descripción
Los calamares son moluscos de cuerpo blando cuyas formas evolucionaron para adoptar un estilo de vida depredador activo. La cabeza y las extremidades del calamar están en un extremo de un cuerpo largo, y este extremo es funcionalmente anterior, guiando al animal a medida que se desplaza por el agua. Un conjunto de ocho brazos y dos tentáculos distintivos rodean la boca; cada apéndice toma la forma de un hidrostato muscular y es flexible y prensil, por lo general con ventosas en forma de disco.
Las ventosas pueden estar directamente sobre el brazo o ser pedunculadas. Sus bordes están endurecidos con quitina y pueden contener diminutos dentículos similares a dientes. Estas características, además de una musculatura fuerte y un pequeño ganglio debajo de cada ventosa que permite el control individual, proporcionan una adherencia muy poderosa para agarrar a la presa. Algunas especies tienen ganchos y tentáculos en los brazos, pero su función no está clara. Los dos tentáculos son mucho más largos que los brazos y son retráctiles. Las ventosas se limitan a la punta espátula del tentáculo, conocida como manus.
En el macho maduro, la mitad externa de uno de los brazos izquierdos está hectocotilizada y termina en una almohadilla copulatoria en lugar de ventosas, que se usa para depositar un espermatóforo dentro de la cavidad del manto de una hembra. Una parte ventral del pie se ha convertido en un embudo a través del cual el agua sale de la cavidad del manto.
La masa principal del cuerpo está encerrada en el manto, que tiene una aleta de natación a lo largo de cada lado. Estas aletas no son la principal fuente de locomoción en la mayoría de las especies. La pared del manto es muy musculosa e interna. La masa visceral, que está cubierta por una fina epidermis membranosa, forma una región posterior en forma de cono conocida como "joroba visceral". El caparazón del molusco se reduce a una "pluma" quitinosa longitudinal interna en la parte funcionalmente dorsal del animal; la pluma actúa para endurecer el calamar y proporciona uniones para los músculos.
En la parte funcionalmente ventral del cuerpo hay una abertura a la cavidad del manto, que contiene las branquias (ctenidios) y las aberturas de los sistemas excretor, digestivo y reproductivo. Un sifón de inhalación detrás del embudo atrae agua hacia la cavidad de la chimenea a través de una válvula. El calamar utiliza el embudo para la locomoción mediante propulsión a chorro precisa. En esta forma de locomoción, el agua es succionada por la cavidad del manto y expulsada fuera del embudo en un chorro fuerte y rápido. La dirección de viaje varía según la orientación del embudo. Los calamares son buenos nadadores y ciertas especies pueden "volar" distancias cortas fuera del agua.

## Anatomía
Los calamares poseen dos branquias, un sistema circulatorio cerrado asociado, formado por un corazón sistémico y dos corazones branquiales. Es característico en su anatomía disponer de ocho brazos y dos tentáculos.
Sus tentáculos fuertemente musculados están dotados de ventosas y si se arrancan no vuelven a crecer. Los calamares pueden camuflarse en el medio con gran facilidad para evitar ser comidos por sus depredadores.
También tienen unas células llamadas cromatóforos en su piel, que otorgan al calamar la cualidad de cambiar de color en caso de sentirse amenazados, estrategia que combinan con la expulsión de la tinta que producen. Su concha es interna, a diferencia de otros animales similares, como el pulpo, que carecen de ella; y está formada por una pieza delgada y plana unida a su cuerpo. Disponen de un órgano llamado hipónomo, que les permite moverse al expulsar agua a presión.
La boca del calamar está equipada con un pico afilado, que utiliza para matar y despiezar a sus presas en trozos manejables. En los estómagos de muchas ballenas capturadas se encuentran picos de calamares, ya que son la única parte de este animal que no se puede digerir. La boca del calamar aloja a la rádula, una especie de la lengua común de todos los moluscos a excepción de los bivalvos y los aplacóforos.
El calamar es exclusivamente carnívoro, alimentándose de peces e invertebrados, que capturan con dos tentáculos diferenciados de mayor longitud. Son voraces, de movimientos muy rápidos y con un crecimiento muy acelerado; pueden llegar a ser muy abundantes en algunos mares. La mayoría viven un año, y mueren después de desovar, aunque algunas especies gigantes pueden vivir dos o más años.
La mayoría de los calamares no miden más de 60 cm, aunque los calamares gigantes pueden medir hasta 13 m. En 2003, se descubrió un individuo de una especie abundante, pero muy poco conocida, Mesonychoteuthis hamiltoni; los individuos de esta especie pueden llegar a medir hasta 14 metros, convirtiéndose así en el invertebrado más grande del mundo, y poseedor del ojo más grande del reino animal. Los calamares gigantes están muy presentes en la literatura y el folclore tradicional, en la mayoría de los casos asociados a terribles ataques.

### Sistema nervioso y órganos de los sentidos
Los cefalópodos tienen el sistema nervioso más desarrollado entre los invertebrados. Los calamares tienen un cerebro complejo en forma de anillo nervioso que rodea el esófago, encerrado en un cráneo cartilaginoso. Los ganglios cerebrales emparejados por encima del esófago reciben información sensorial de los ojos y los estatocistos, y otros ganglios por debajo controlan los músculos de la boca, los pies, el manto y las vísceras. Los axones gigantes de hasta 1 mm (0,04 pulgadas) de diámetro transmiten mensajes nerviosos con gran rapidez a los músculos circulares de la pared del manto, lo que permite una contracción potente y sincrónica y una velocidad máxima en el sistema de propulsión a chorro.
Los ojos emparejados a ambos lados de la cabeza, están alojados en cápsulas fusionadas con el cráneo. Su estructura es muy similar a la de un ojo de pez, con una lente globular que tiene una profundidad de foco de 3 cm (1,2 pulgadas) hasta el infinito. La imagen se enfoca cambiando la posición de la lente, como en una cámara o telescopio, en lugar de cambiar la forma de la lente, como en el ojo humano. Los calamares se ajustan a los cambios en la intensidad de la luz expandiendo y contrayendo la pupila en forma de hendidura. Los calamares de aguas profundas de la familia Histioteuthidae tienen ojos de dos tipos y orientaciones diferentes. El gran ojo izquierdo tiene forma tubular y mira hacia arriba, presumiblemente en busca de siluetas de animales más altos en la columna de agua. El ojo derecho de forma normal apunta hacia adelante y hacia abajo para detectar presas.
Los estatocistos participan en el mantenimiento del equilibrio y son análogos al oído interno de los peces. Están alojados en cápsulas cartilaginosas a ambos lados del cráneo. Proporcionan al calamar información sobre la posición de su cuerpo en relación con la gravedad, su orientación, aceleración y rotación, y son capaces de percibir las vibraciones entrantes. Sin los estatocistos, el calamar no puede mantener el equilibrio. Los calamares parecen tener una audición limitada, pero la cabeza y los brazos tienen líneas de células ciliadas que son débilmente sensibles a los movimientos del agua y los cambios de presión, y son análogas en función al sistema de líneas laterales de los peces.

## Mecanismos de defensa

### Camuflaje
Los calamares utilizan diferentes tipos de camuflaje: activo para la coincidencia de fondo (en aguas poco profundas) y contrailuminación. Esto ayuda a protegerlos de sus depredadores y les permite acercarse a sus presas.
La piel está cubierta de cromatóforos controlables de diferentes colores, lo que permite que el calamar combine su coloración con la de su entorno. El juego de colores también puede distraer a la presa de los tentáculos del calamar que se acercan. La piel también contiene reflectores de luz llamados iridóforos y leucóforos que, cuando se activan, en milisegundos crean patrones de piel cambiantes de luz polarizada. Tal camuflaje de piel puede cumplir varias funciones, como la comunicación con calamares cercanos, la detección de presas, la navegación y la orientación durante la caza o la búsqueda de refugio. El control neural de los iridóforos que permiten cambios rápidos en la iridiscencia de la piel parece estar regulado por un proceso colinérgico que afecta a las proteínas reflectinas.
Algunos calamares mesopelágicos como el calamar luciérnaga y el calamar de aguas medias usan camuflaje de contrailuminación, generando luz para igualar la luz descendente de la superficie del océano. Esto crea el efecto de contrasombreado, haciendo que la parte inferior sea más clara que la superior.
El calamar hawaiano también utiliza la contrailuminación, que tiene una bacteria simbiótica (Aliivibrio fischeri) que produce luz para ayudar al calamar a evitar a los depredadores nocturnos. Esta luz brilla a través de la parte inferior de la piel del calamar y es generada por un órgano de luz grande y complejo de dos lóbulos dentro de la cavidad del manto del calamar. Desde allí, escapa hacia abajo; parte de ella viaja directamente, parte sale de un reflector en la parte superior del órgano (lado dorsal). Debajo hay una especie de iris, que tiene ramas (divertículos) de su saco de tinta, con una lente debajo de eso; tanto el reflector como la lente se derivan del mesodermo. El calamar controla la producción de luz cambiando la forma de su iris o ajustando la intensidad de los filtros amarillos en su parte inferior, lo que presumiblemente cambia el equilibrio de las longitudes de onda emitidas. La producción de luz muestra una correlación con la intensidad de la luz descendente, pero es aproximadamente un tercio más brillante; el calamar puede rastrear cambios repetidos en el brillo. Debido a que el calamar hawaiano se esconde en la arena durante el día para evitar a los depredadores, solo usa contrailuminación durante la noche.

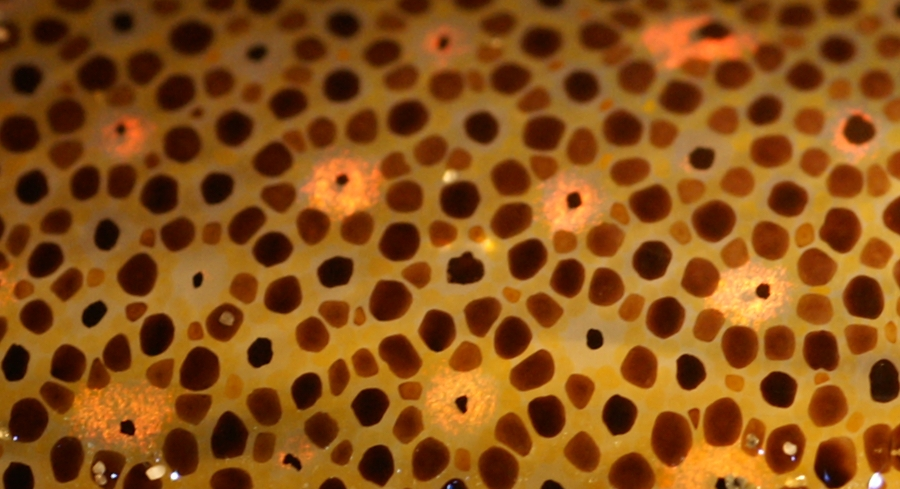
Cromatóforos controlables de distintos colores en la piel del calamar.

### Distracción de los depredadores con tinta
Los calamares distraen a los depredadores atacantes expulsando una nube de tinta, lo que les da la oportunidad de escapar. La glándula de tinta y su saco de tinta asociado se vacían en el recto cerca del ano, lo que permite que el calamar descargue rápidamente tinta negra en la cavidad del manto y el agua circundante. La tinta es una suspensión de partículas de melanina y se dispersa rápidamente para formar una nube oscura que oculta las maniobras de escape del calamar. Los peces depredadores también pueden verse disuadidos por la naturaleza alcaloide de la descarga, que puede interferir con sus quimiorreceptores.

## Clasificación
Orden Teuthida - calamares
Suborden Myopsina
Familia Loliginidae
Suborden Oegopsina
Familia Ancistrocheiridae
Familia Architeuthidae - calamar gigante
Familia Bathyteuthidae
Familia Batoteuthidae
Familia Brachioteuthidae
Familia Chiroteuthidae
Familia Chtenopterygidae
Familia Cranchiidae
Familia Cycloteuthidae
Familia Enoploteuthidae
Familia Gonatidae
Familia Histioteuthidae
Familia Joubiniteuthidae
Familia Lepidoteuthidae
Familia Lycoteuthidae
Familia Magnapinnidae
Familia Mastigoteuthidae
Familia Neoteuthidae
Familia Octopoteuthidae
Familia Ommastrephidae
Familia Onychoteuthidae
Familia Pholidoteuthidae
Familia Promachoteuthidae
Familia Psychroteuthidae
Familia Pyroteuthidae
Familia Thysanoteuthidae
Familia Parateuthis (grupo incierto)
Familia Walvisteuthidae

## Mitología
Los calamares de gran tamaño han dado lugar, junto a los pulpos gigantes, a la leyenda escandinava del kraken.

## Aplicaciones gastronómicas

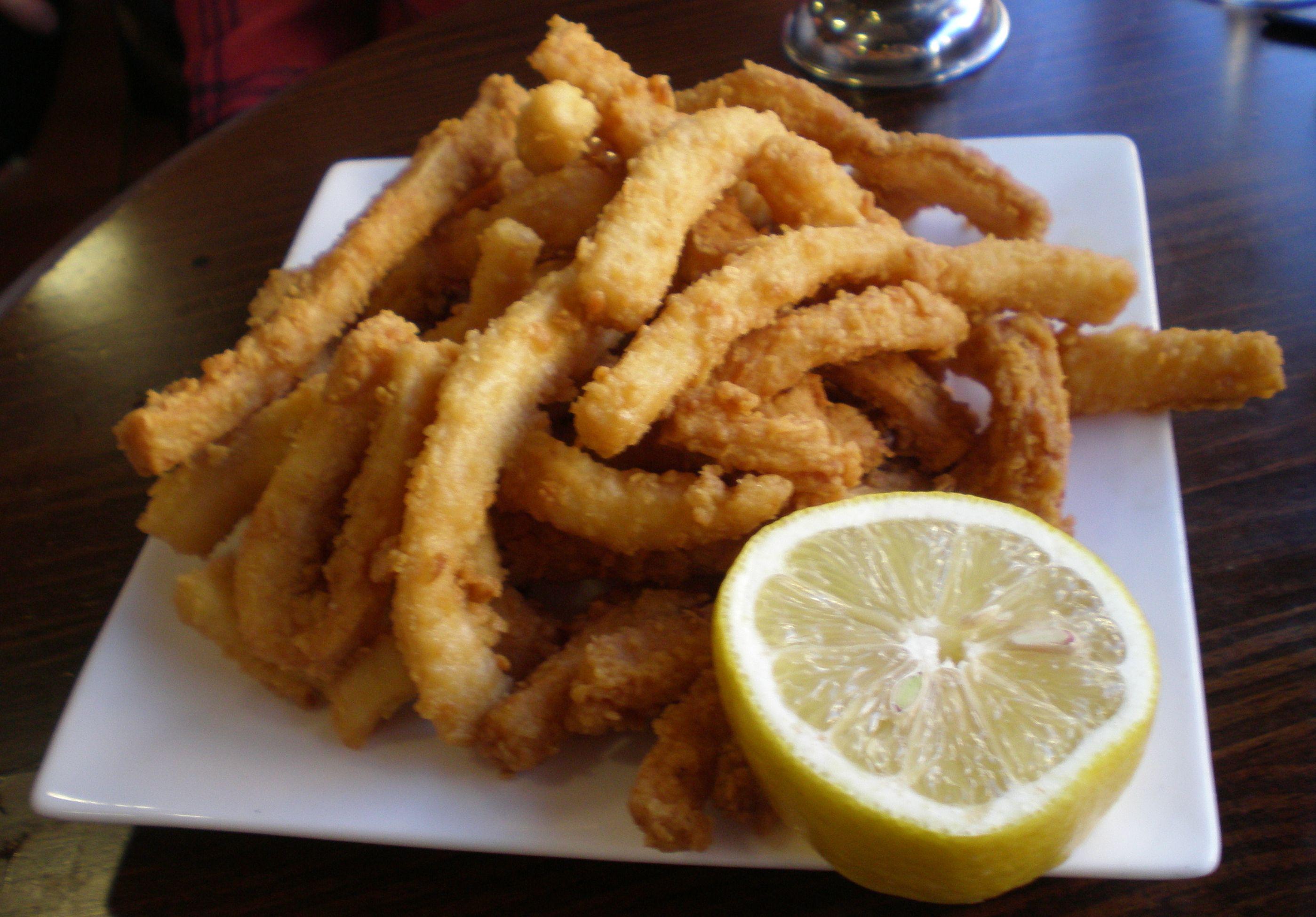
Ración de rabas (calamares a la romana).

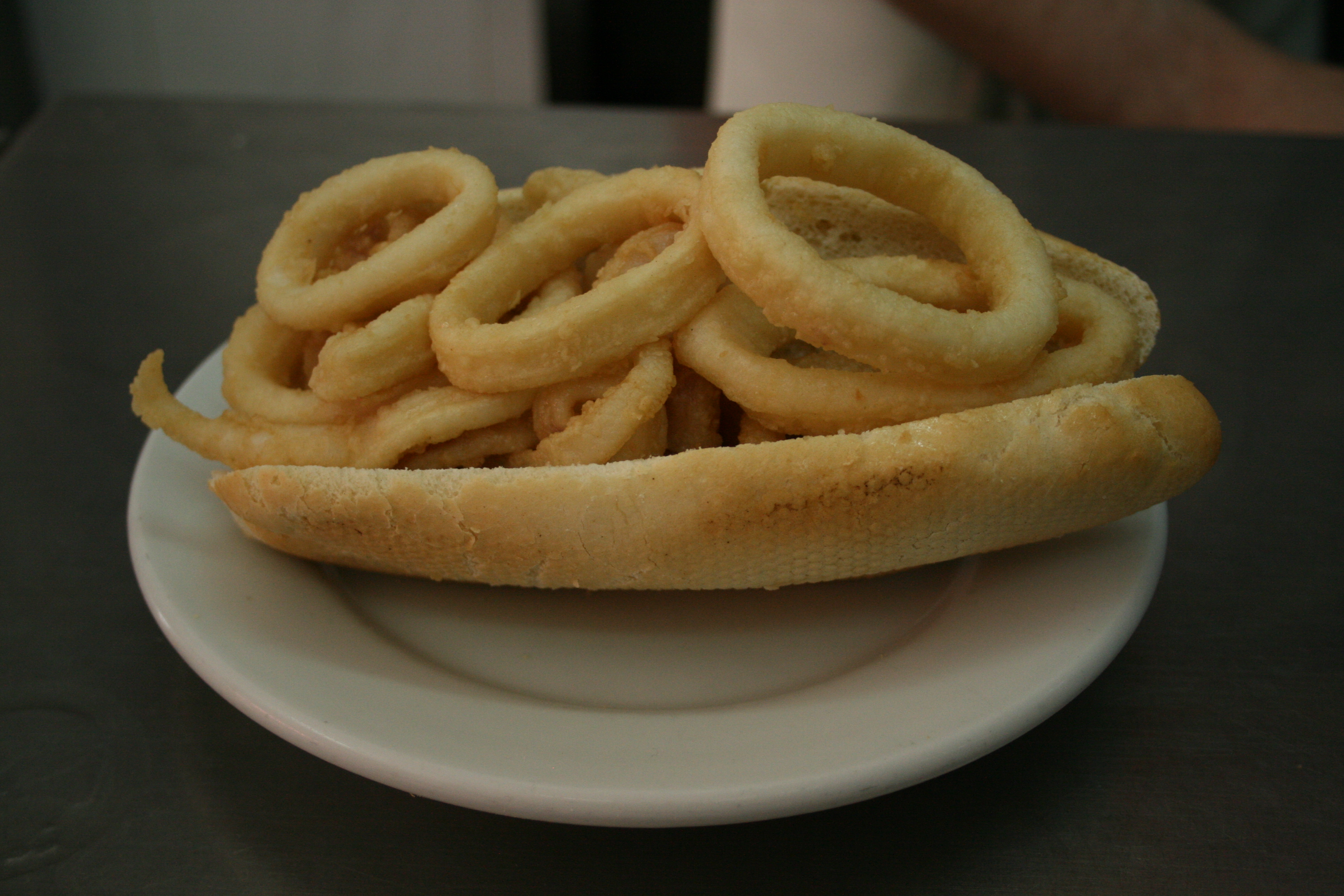
Bocadillo de calamares, típico de la gastronomía española.

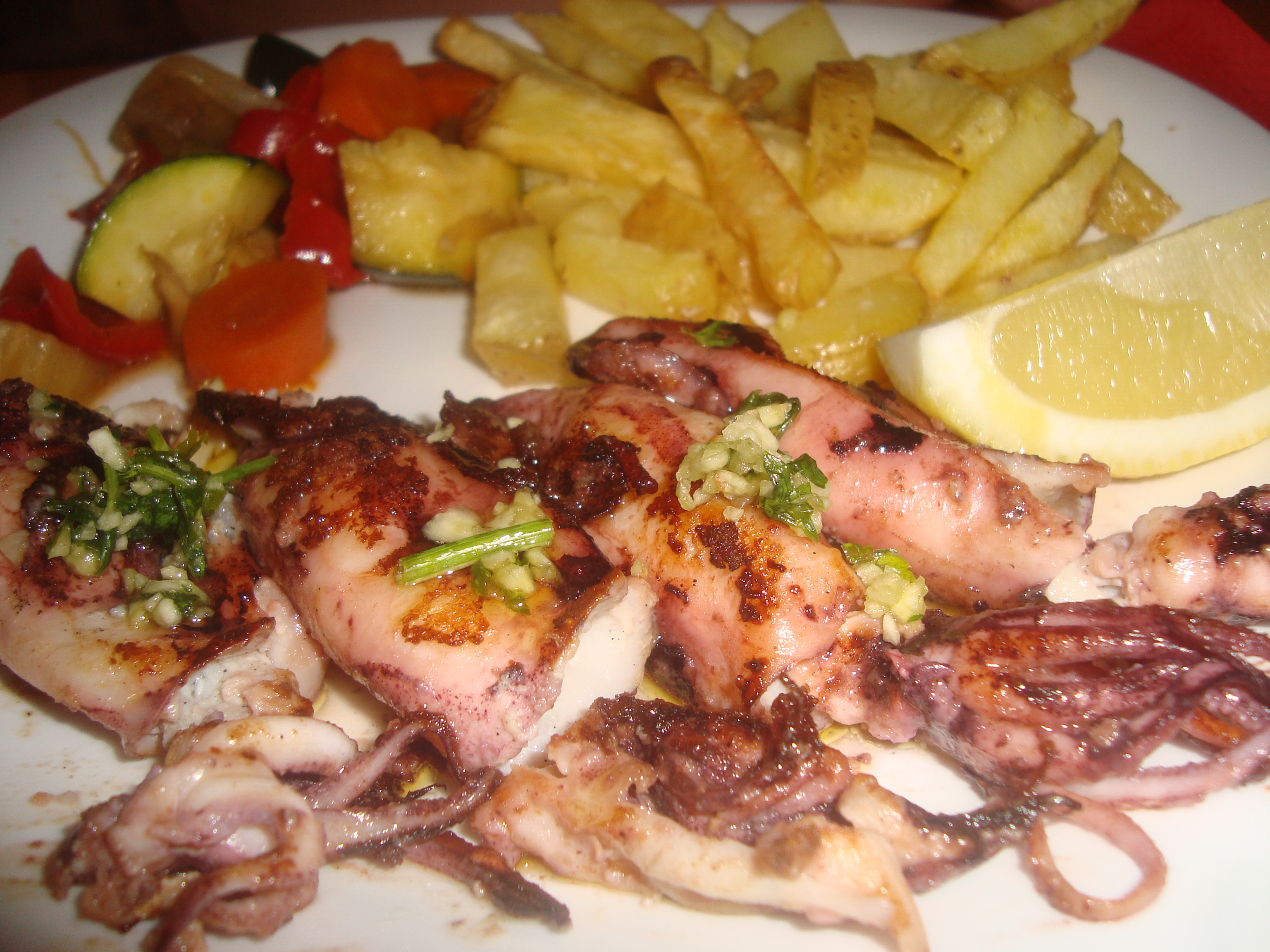
Calamares a la plancha (Alicante)

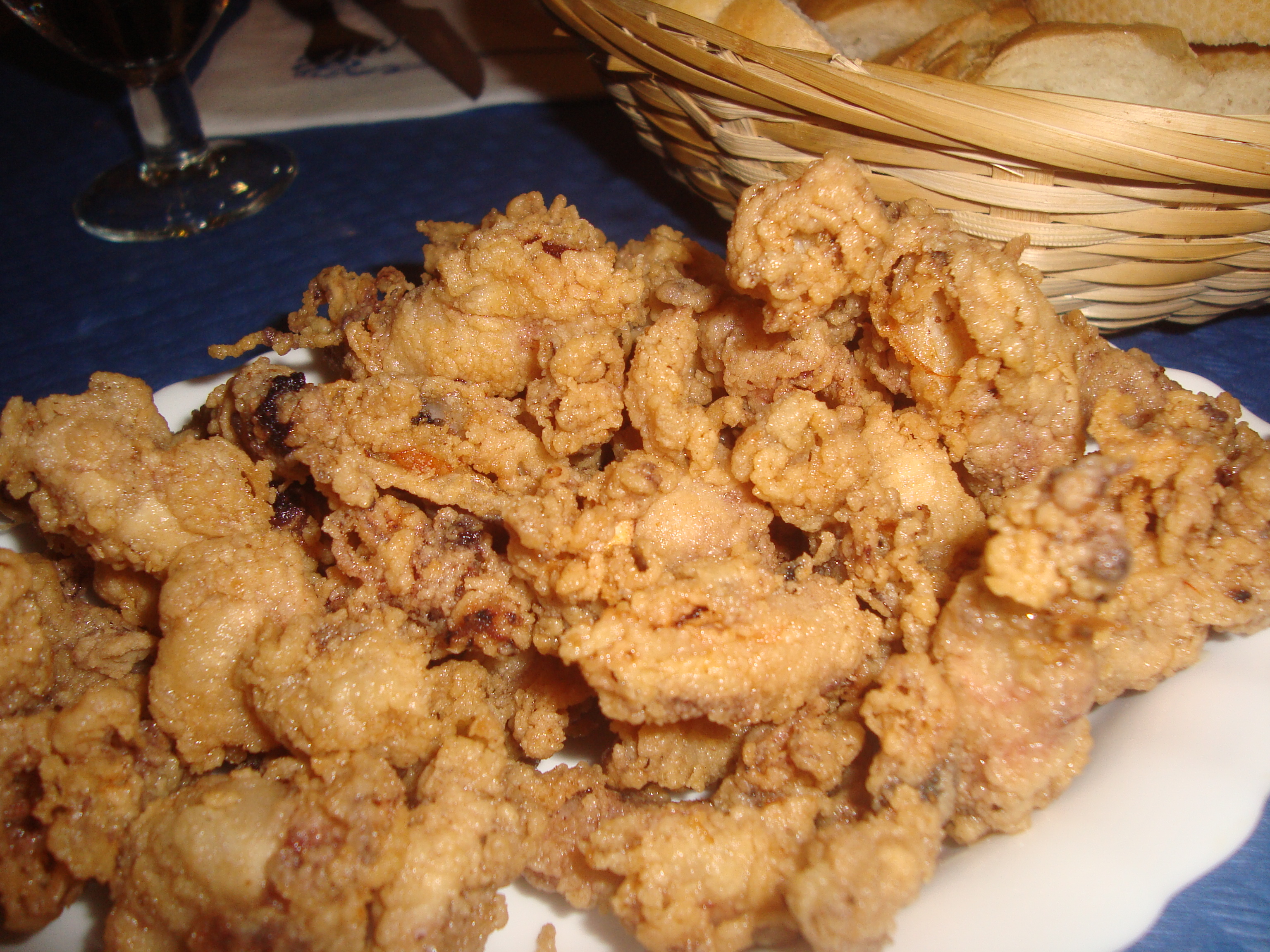
"Puntillas", calamares pequeños fritos.

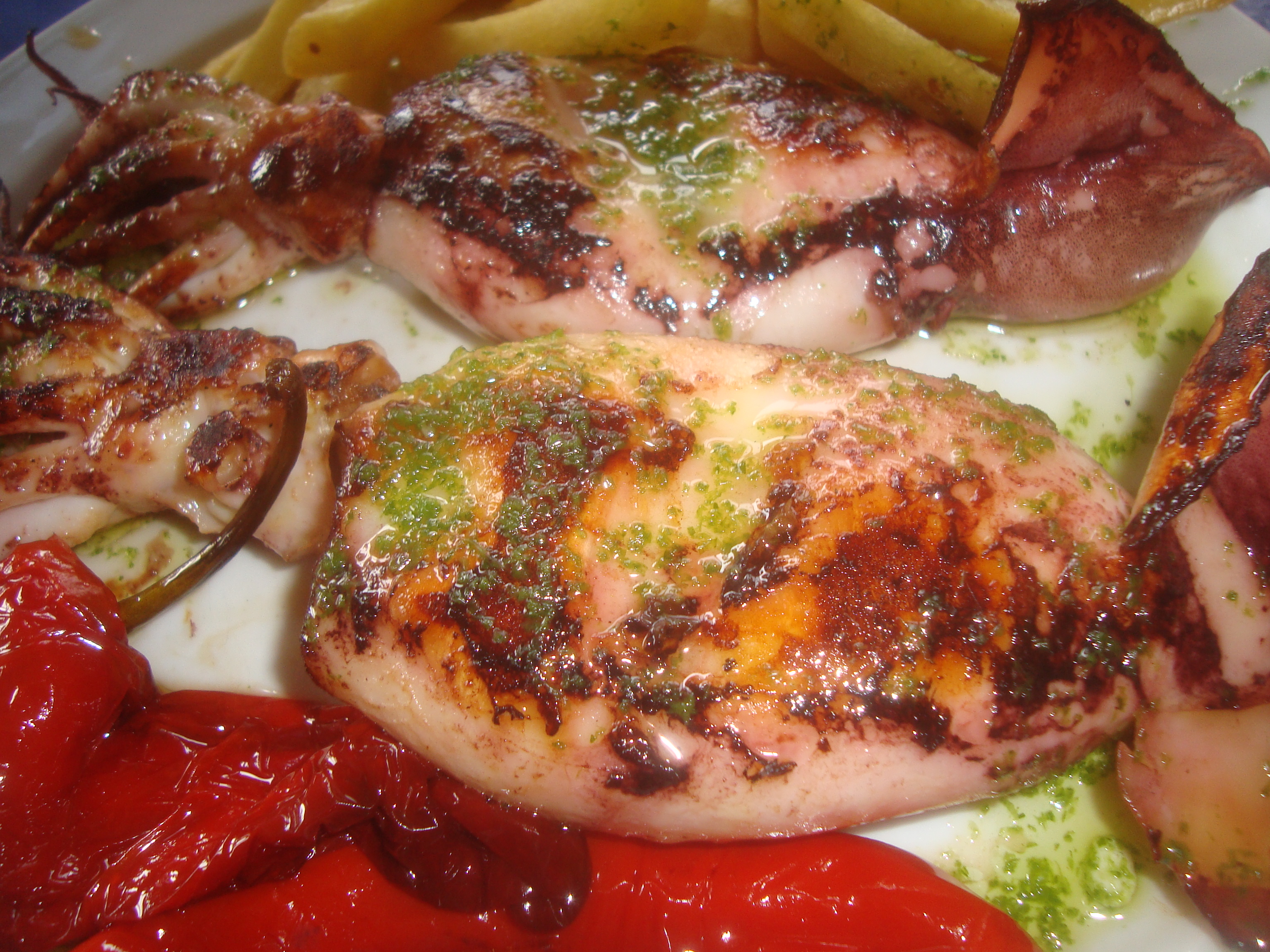
Calamares

Diversas especies de calamar son muy utilizadas en cocinas tan distintas como la japonesa, española o la italiana. En su cocción es importante cocinarlos brevemente porque su carne se endurece con un exceso de cocción. Las presentaciones más populares son relleno y cortado en anillos o tiras  (rabas) y frito.

Hay muchas formas en que se cocina en todo el mundo:
- Calamares rebozados. El cuerpo se corta en anillos o tiras (rabas), se sumerge en una masa de fritura (huevos espesados con harina) y se fríe a alta temperatura. Esta preparación es común en España y en otros países, como Grecia.
- En el Mediterráneo se suele utilizar su tinta en las elaboraciones, por ejemplo el arroz negro, el risotto de calamares y los spaghetti  al nero di seppia (espaguetis al negro de sepia).
- La bullabesa  y otros guisos de marisco  suelen contener calamar.
- En la cocina china y del sudeste asiático es un ingrediente muy popular en una gran variedad de salteados, platos de arroz y de tallarines. Se suele consumir muy especiado.
- En México se emplea en una variedad de platillos, particularmente extensa en las costas del Pacífico (se emplea menos en las costas del Atlántico), combinándose frecuentemente con arroz o con productos de maíz. En costas del estado de Oaxaca, por ejemplo, se elaboran tamales de maíz en hoja de árbol de plátano.
- En Perú se consume en variedad de platillos de la Gastronomía de la costa peruana, siendo el más popular el Chicharrón de Calamar,  cortado en aros, arrebozado y frito, acompañado de Productos de la Sierra, como yuca y maíz.
- El calamar entero a la parrilla se vende en puestos ambulantes en Tailandia  y Japón; también en las playas de Málaga y Andalucía en España se hace "espetado", es decir, ensartado en una caña y pinchado en la arena al lado de unas brasas de madera.
- Secado al sol, cortado en tiras y envasado al vacío, se utiliza como aperitivo en el Este de Asia.
- Se utiliza mucho en elaboraciones de sushi  y sashimi.
- En Japón el calamar se sala abundantemente y de un modo semejante al antiguo garum mediterráneo se deja fermentar junto con sus vísceras, hasta un mes, y se vende en pequeños tarros. Se utiliza para acompañar al arroz, y tiene un sabor muy fuerte y salado. Este producto se denomina shiokara en japonés.

## Relación con el ser humano
Los calamares no son peligrosos, aunque algunas especies son muy agresivas.[cita requerida] Sin embargo, los calamares gigantes pueden ser peligrosos si un humano se encuentra con uno, siendo el cachalote su único depredador. El calamar gigante no se emplea en la alimentación, dado que en su cuerpo hay amoníaco que le sirve para descender a doscientos metros.[cita requerida]